# Reling

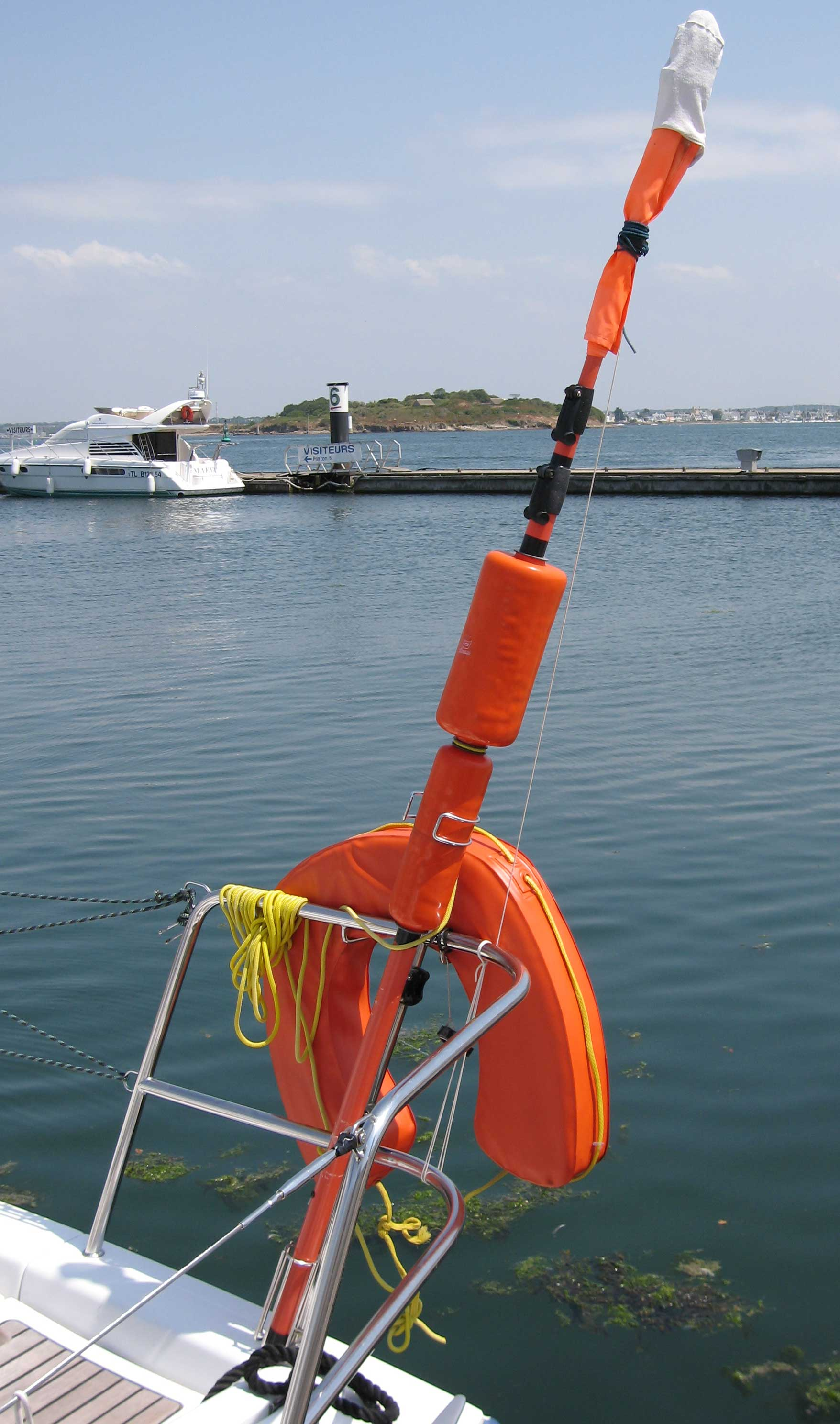
An der Reling einer Segelyacht befestigte Rettungsmittel

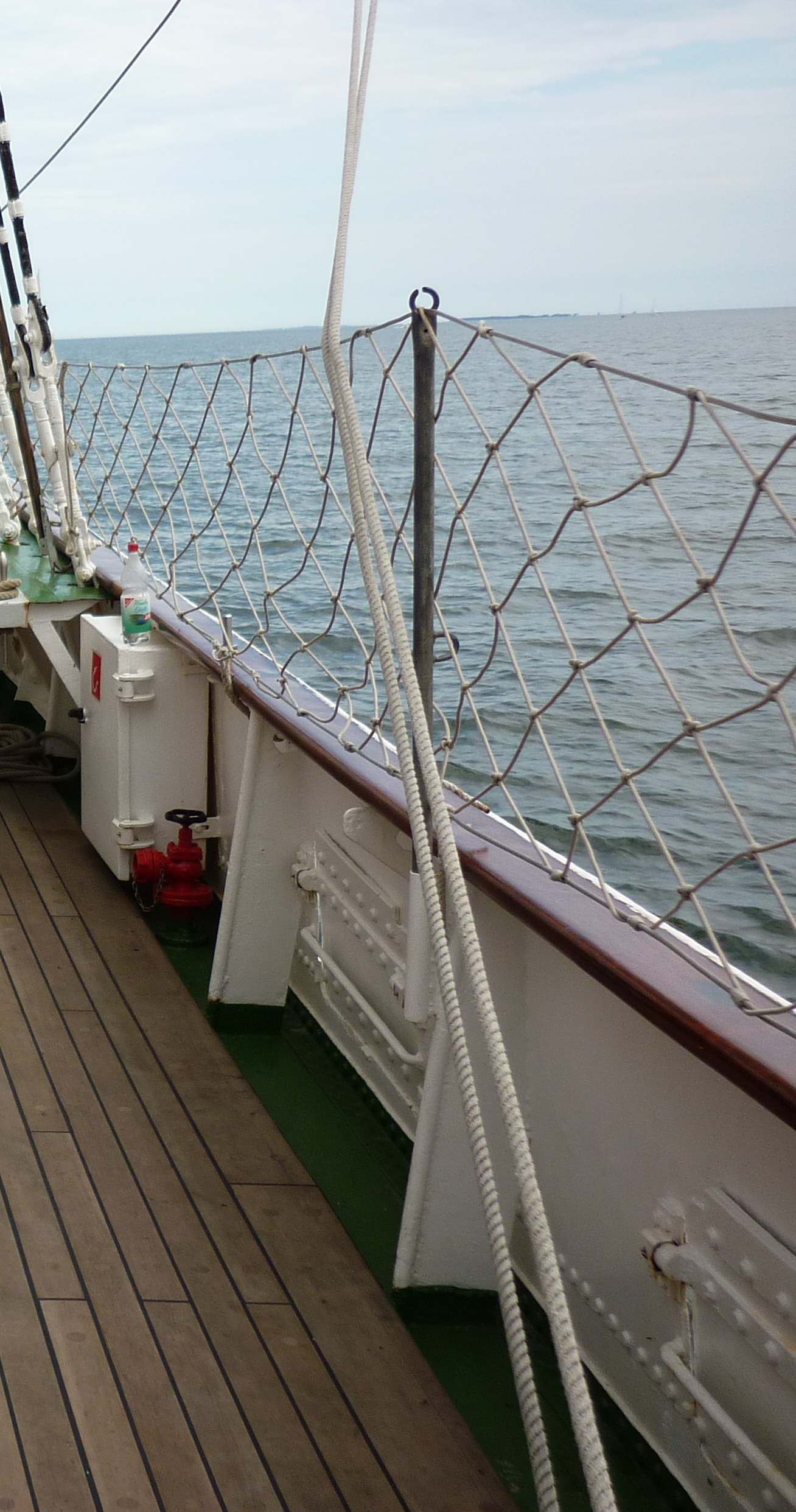
Verschanzung einer Brigantine mit Leichenfänger

Reling ist ein Begriff in der Schifffahrt, im Schiff- und Automobilbau.

## Schifffahrt
Die Reling kann man als eine Art Geländer bezeichnen, das um ein freiliegendes Deck oder um Decksöffnungen verläuft. Es werden feste, offene, abnehmbare und klappbare Geländer unterschieden.
Eine feste Reling wird als Verschanzung oder Schanzkleid bezeichnet. Dieses besteht aus einem über dem Schergang um das Schiff laufenden Plattengang. Der obere Abschluss wird durch das Relingprofil gebildet. Auf Aufbaudecks ist dieses Profil vielfach mit einer Teakholzleiste abgedeckt; auf Segelschiffen und Yachten ggf. auch auf dem Hauptdeck.
Eine offene Reling besteht aus einer Reihe von senkrecht stehenden Stützen, über denen waagrecht das Relingprofil liegt.
Über Material, Bauart und Ausführung der Reling gibt es Vorschriften, die beim Bau eines Schiffes eingehalten werden müssen und die je nach Schiffstyp unterschiedlich sein können. So muss etwa die Reling eines seegehenden Schiffes eine Mindesthöhe von 90 cm haben, auf Fahrgastschiffen 110 cm usw. Auf einem Seeschiff kann durchaus sowohl Verschanzung, als auch offene Reling verbaut werden. Bei einigen Schiffstypen werden bei schwerer See zusätzliche Sicherungsnetze aufgezogen, die sogenannten Leichenfänger.

## Automobilbau
Im Automobilbau dient die Dachreling als Befestigungsmöglichkeit für Grundträger zum Transport auf dem Fahrzeugdach. Auf dem Grundträger (quer zur Fahrtrichtung angebrachte Verstrebungen) finden mit entsprechendem Zubehör zur Befestigung (längs zur Fahrtrichtung angebrachte Halter) Fahrräder, Skier, Boxen, Surfbretter oder auch Boote Platz.

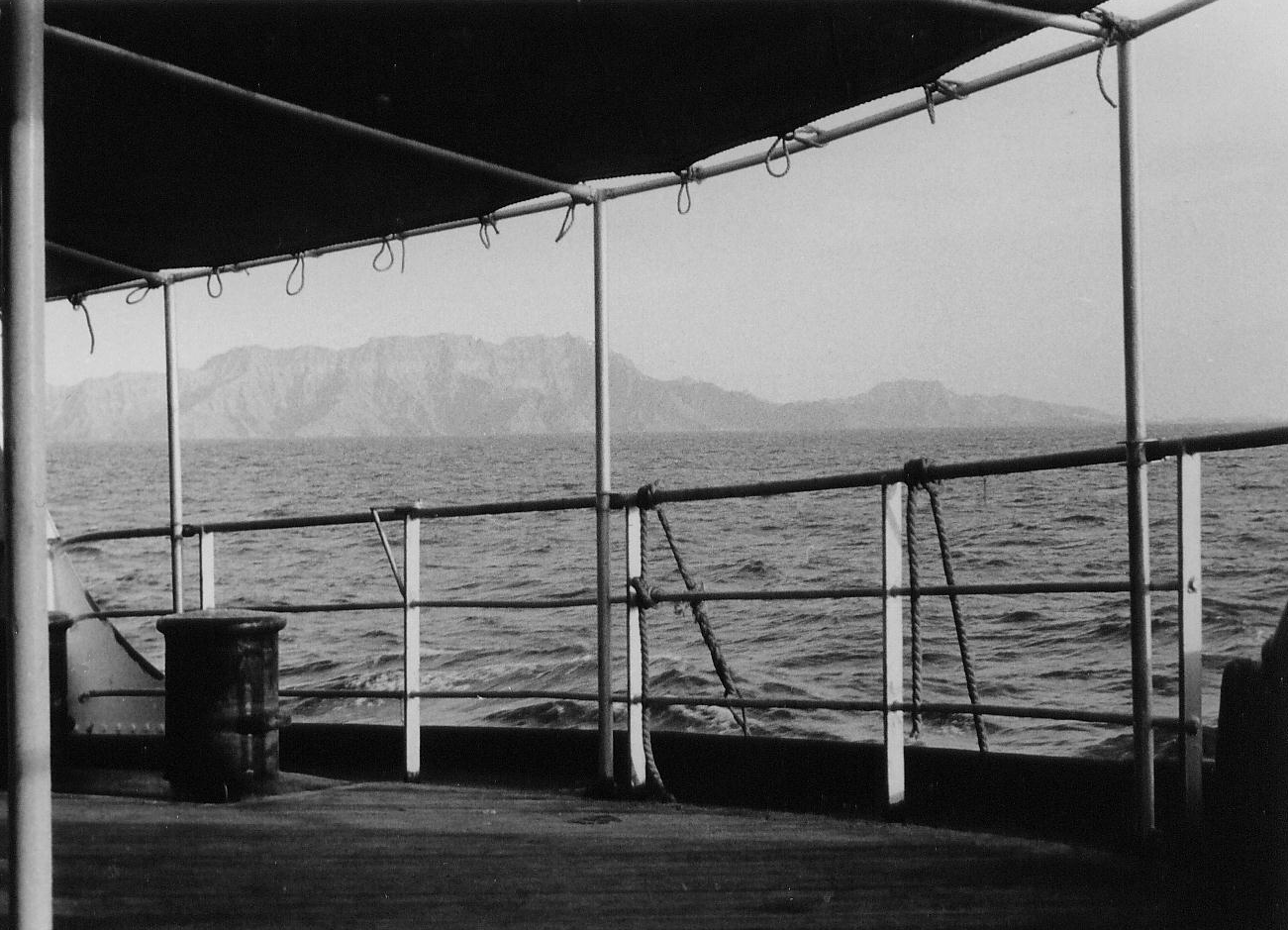
Offene Reling, Heck eines Frachtschiffes